# 牙庭科
牙庭科（1962年—），广西东兰人，壮族，中华人民共和国政治人物、第十二届全国人民代表大会广西地区代表。
毕业于广西民族学院政治教育专业。加入中国共产党。2013年，担任全国人大代表。